# Brooke McEldowney

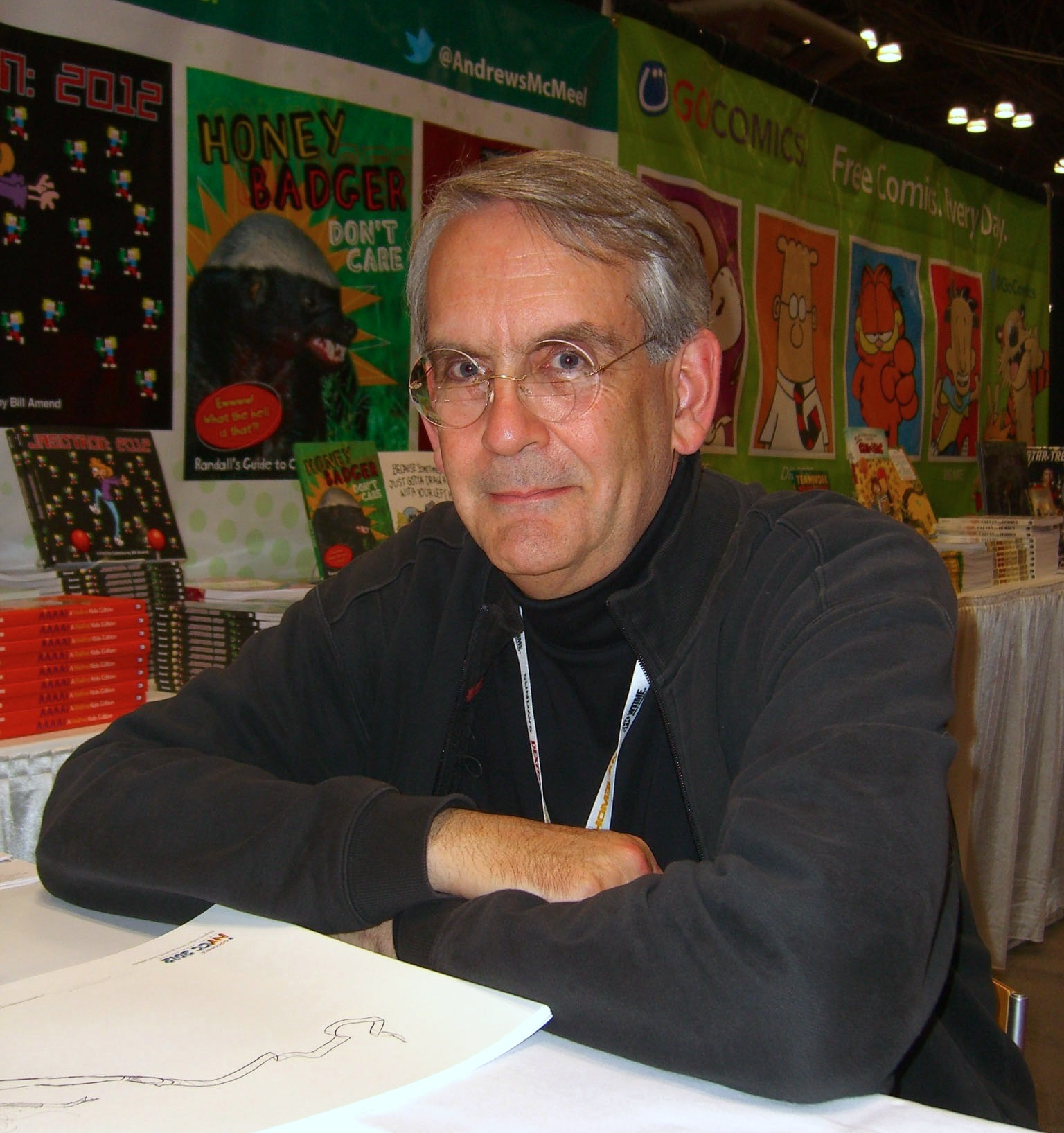
McEldowney in 2012

Brooke McEldowney (Charleston, West Virginia) is de maker van twee bekende stripverhalen: Pibgorn en het bekroonde Chickweed Lane. Hij heeft een gepubliceerde collectie genaamd Hallmarks of Felinity. Pibgorn is enkel te bekijken in een online stripverhaal, te verkrijgen via de uitgever. Het eerste verhaal van Pibgorn Pibgorn: The Girl in the Coffee Cup werd uitgebracht op 16 oktober 2006.

## Biografie
McEldowney werd geboren in Charleston maar groeide op in Florida. Hij volgde les aan Allegheny College waar hij als hoofdvak biologie studeerde. Nadien veranderde hij zijn hoofdvak biologie naar kunst.
McEldowney ging ook naar de Juilliard School in New York, waar hij altviool leerde spelen en zowel een master als een bachelor graad behaalde in muziek. Hij studeerde en trad ook op in de Universität für Musik und Darstellende Kunst "Mozarteum" Salzburg in (Salzburg, Oostenrijk). 
Eens afgestudeerd werkte hij regelmatig als professioneel violist, recensent en cartoonist. Hij was ook werkzaam als assistent editor bij een magazine voor klassieke muziek. McEldowneys eerste cartoon verkocht hij aan het magazine Punch. McEldowney is al vaak het onderwerp geweest in muziekartikelen en muziekrecensies. Buiten zijn werk als muzikant en cartoonist, maakt McEldowney ook theatersets, componeert hij muziek voor het theater en schrijft hij voor het theater.
McEldowney woont samen met zijn vrouw en twee dochters in Maine.

## Cartoons
McEldowney zegt van zichzelf dat hij al tekent voor zolang hij het zich kan herinneren, en dat vaak in de kantlijn van wat hij eigenlijk zou hebben moeten leren. Hij verklaart dat hij het tekenen uit zichzelf geleerd heeft. Onder zijn idolen bevinden zich:
- Charles Schulz
- H.M. Bateman
- Gerald Scarfe
- Ronald Searle
- Jean Jacques Sempé

Hij citeert ook Don Martin en Pat Brady als zijn rolmodellen.
Zijn strips reflecteren zijn ervaringen - muziek is een gemeenschappelijk thema - in beide strips. Het personage Juliette uit 9 Chickweed Lane is volgens McEldowney het personage dat het best zijn persoonlijkheid evenaart , maar Amos blijkt het personage te zijn dat McEldowneys persoonlijke ervaringen het best benadert door ook aan de Juilliard-school te studeren.